# Vysotskite
La vysotskite est un minéral de la classe des sulfures. Il est nommé d'après Nikolai Konstantinovich Vysotskii (1864-1932), géologue russe qui découvrit le gisement de platine de Norilsk.

## Caractéristiques
La vysotskite est un sulfure de formule chimique (Pd,Ni)S. Elle a été approuvée comme espèce valide par l'Association internationale de minéralogie en 1962. Elle cristallise dans le système tétragonal. Sa dureté sur l'échelle de Mohs est de 1,5. Elle forme une série de solution solide avec la braggite.

## Classification
Selon la classification de Nickel-Strunz, la vysotskite appartient à "02.C - Sulfures métalliques, M:S = 1:1 (et similaires), avec Ni, Fe, Co, PGE, etc." avec les minéraux suivants : achavalite, breithauptite, fréboldite, kotulskite, langisite, nickéline, sederholmite, sobolevskite, stumpflite, sudburyite, jaipurite, zlatogorite, pyrrhotite, smithite, troïlite, chérépanovite, modderite, ruthénarsénite, westerveldite, millérite, mäkinenite, mackinawite, hexatestibiopanickélite, vavřínite, braggite et coopérite.

## Formation et gisements
Elle a été découverte dans la mine Severniy, située dans le gisement de cuivre et de nickel de Talnakh, à Norilsk, au sud de la péninsule de Taïmyr, dans la région russe du Taïmyr. Elle a également été décrite dans d'autres endroits de Russie, ainsi qu'au Canada, aux États-Unis, au Groenland, en Bulgarie, en Espagne, en Finlande, en Grèce, en République démocratique du Congo, en Sierra Leone, en Afrique du Sud, au Zimbabwe, en Chine et aux Philippines.